# Laponský špic
Laponský špic (nebo také švédský lapphund) je velmi staré plemeno pocházející ze Švédska, které bylo původně zcela shodné s finskou lapinkoirou. Jeho průměrný věk je 12 až 13 let. Je to všestranný severský špic, jehož hlavní úlohou bylo hlídat a pást stáda sobů a chránit je před nepřáteli. Navíc sloužil jako lovec i tažný pes. V roce 1960 upoutala jeho schopnost hlídat zvěř švédský chovatelský klub, který připravil chovný program ke zlepšení pracovních schopností tohoto plemene. Pod jménem lappländsk spets získal také bohatší srst a ustálené zbarvení. Dlouho se tito psi chovali bez šlechtitelských záměrů převážně na území Finska a Švédska. Pro jejich příjemnou povahu jsou v severských zemích velice oblíbení jako rodinní psi.

## Historie plemene
V Norsku blízko Varangeru se našly sedm tisíc let staré kosterní pozůstatky, které jsou podobné kostře dnešního laponského špice, avšak sotva je lze odlišit od jiných špiců a lajek.

## Vzhled
Lapponský špic má standardní výšku 43-48 cm a hmotnost 19,5-20,5 kg. Jeho srst je hustá, dobře chrání psa i v nejhorším počasí. Vyskytuje se ve čtyřech různých barvách. V černé, černé s bílou, játrové a játrové s bílou. Má krátký kuželovitý čenich, který se zužuje k tmavému nosu a vzpřímené špičaté uši. Jeho hrudník je poměrně hluboký a břicho mírně vtažené. Zadní končetiny má velmi strmé. Zadní strana předních nohou nese dlouhé prapory.

## Charakter
Toto plemeno je velice veselé, hravé, přátelské a dobře se trénuje. Díky tomu se dokonale přizpůsobí životu v rodině a přítomnosti dětí. K jeho typickým povahovým rysům patří hrdost, sebevědomí a odhodlání. Pro Laponského špice je typická vrozená podezíravost k cizím lidem, dále nebojácnost a tvrdohlavost.